# Byvågen
Byvågen (norwegisch für Stadtbucht) ist eine kleine Nebenbucht im Osten der Lützow-Holm-Bucht an der Prinz-Harald-Küste des ostantarktischen Königin-Maud-Lands. Sie liegt zwischen der Landspitze Skarvsnes und den Byvågåsane.
Norwegische Kartografen, die sie auch benannten, kartierten die Bucht anhand von Luftaufnahmen, die bei der Lars-Christensen-Expedition 1936/37 entstanden.